# Aunay-sous-Crécy
Aunay-sous-Crécy és un municipi francès, situat al departament de l'Eure i Loir i a la regió de Centre – Vall del Loira. L'any 2007 tenia 569 habitants.

## Demografia

### Població
El 2007 la població de fet d'Aunay-sous-Crécy era de 569 persones. Hi havia 228 famílies, de les quals 56 eren unipersonals (24 homes vivint sols i 32 dones vivint soles), 60 parelles sense fills, 96 parelles amb fills i 16 famílies monoparentals amb fills.
La població ha evolucionat segons el següent gràfic:
Habitants censats

### Habitatges
El 2007 hi havia 244 habitatges, 227 eren l'habitatge principal de la família, 5 eren segones residències i 12 estaven desocupats. 234 eren cases i 7 eren apartaments. Dels 227 habitatges principals, 184 estaven ocupats pels seus propietaris, 40 estaven llogats i ocupats pels llogaters i 3 estaven cedits a títol gratuït; 1 tenia una cambra, 13 en tenien dues, 34 en tenien tres, 74 en tenien quatre i 105 en tenien cinc o més. 176 habitatges disposaven pel capbaix d'una plaça de pàrquing. A 83 habitatges hi havia un automòbil i a 123 n'hi havia dos o més.

### Piràmide de població
La piràmide de població per edats i sexe el 2009 era:
| Homes | Edats   | Dones |
| ----- | ------- | ----- |
| 0     | 95 o +  | 0     |
| 0     | 90 a 94 | 0     |
| 0     | 85 a 89 | 0     |
| 0     | 80 a 84 | 4     |
| 0     | 75 a 79 | 0     |
| 20    | 70 a 74 | 20    |
| 8     | 65 a 69 | 16    |
| 16    | 60 a 64 | 12    |
| 16    | 55 a 59 | 12    |
| 28    | 50 a 54 | 44    |
| 36    | 45 a 49 | 20    |
| 32    | 40 a 44 | 32    |
| 20    | 35 a 39 | 36    |
| 16    | 30 a 34 | 12    |
| 4     | 25 a 29 | 24    |
| 48    | 20 a 24 | 8     |
| 32    | 15 a 19 | 40    |
| 28    | 10 a 14 | 28    |
| 16    | 5 a 9   | 20    |
| 12    | 0 a 4   | 0     |

## Economia
El 2007 la població en edat de treballar era de 402 persones, 296 eren actives i 106 eren inactives. De les 296 persones actives 271 estaven ocupades (154 homes i 117 dones) i 25 estaven aturades (13 homes i 12 dones). De les 106 persones inactives 36 estaven jubilades, 33 estaven estudiant i 37 estaven classificades com a «altres inactius».

### Ingressos
El 2009 a Aunay-sous-Crécy hi havia 229 unitats fiscals que integraven 579 persones, la mediana anual d'ingressos fiscals per persona era de 19.951 €.

### Activitats econòmiques
Dels 15 establiments que hi havia el 2007, 1 era d'una empresa extractiva, 1 d'una empresa de fabricació d'altres productes industrials, 2 d'empreses de construcció, 3 d'empreses de comerç i reparació d'automòbils, 5 d'empreses de transport, 1 d'una empresa immobiliària i 2 d'entitats de l'administració pública.
L'únic servei als particulars que hi havia el 2009 era un paleta.
L'any 2000 a Aunay-sous-Crécy hi havia 4 explotacions agrícoles que ocupaven un total de 488 hectàrees.

## Equipaments sanitaris i escolars
El 2009 hi havia una escola elemental.

## Poblacions més properes
El següent diagrama mostra les poblacions més properes.